# Ketchum (Idaho)
Ketchum è un comune (city) degli Stati Uniti d'America, situato nella contea di Blaine dello Stato dell'Idaho. Nel censimento del 2022 la popolazione era di 3.553 abitanti. 
È tristemente nota per essere la cittadina dove Ernest Hemingway si suicidò nel 1961.

## Geografia fisica
Secondo i rilevamenti dell'United States Census Bureau, Ketchum si estende su una superficie di 7,8 km².

## Amministrazione

### Gemellaggi
- Tegernsee
- Lignano Sabbiadoro